# Tolleric
Tolleric és una urbanització costanera al terme municipal de Llucmajor, Mallorca. Situada al nord del cap de Regana, a la carretera del Cap Blanc. La urbanització es segregà el 1969 de la possessió de Tolleric. El seu nom inicial fou El Dorado.